# Mania (Łódź)
Mania – część miasta w zachodniej Łodzi, na osiedlu Zdrowie-Mania, na obszarze Polesia, zlokalizowana na północny wschód od Parku na Zdrowiu.

## Historia
Mania to dawna osada z młynem nad rzeką Łódką.
W latach 80. XIX w. Ludwik Meyer zlokalizował tu swoją nową fabrykę.
W latach 20. XX w. zaprojektowano i zlokalizowano tu osiedle miejskie im. Montwiłła-Mireckiego, zostało ono wybudowane przez Magistrat Łódzki w latach 1928–1931 wzdłuż ul. Srebrzyńskiej.
W 1934 powstała Łódzka Spółdzielnia Mleczarska jeden z zakładów produkcyjnych usytuowano przy ul. Omłotowej 12.
Po II wojnie światowej lokalizowane były przy ul. Srebrzyńskiej 42 m.in. zakłady przemysłowe „Zjednoczonych Fabryk Tasiem i Wstążek Patberg i Triebe”. Do końca XX wieku obiekty był własnością Zakładów Przemysłu Pasmanteryjnego „Lenora”.
W 1946 r. plenery na Mani oraz m.in. Park Poniatowskiego na Politechnicznej posłużyły za tło w filmie Zakazane piosenki.
W granicach osiedla przy ul. Solec 11 znajduje się powstały w 1915 r. cmentarz katolicki pw. św. Antoniego. Nekropolia jest miejscem spoczynku m.in. żołnierzy września 1939, sportowców i in.

## Obiekty użyteczności publicznej
- Urząd Pocztowy Łódź 28, ul. Jęczmienna 22
- Szkoła Podstawowa nr 40, ul. Praussa 2
- XVIII Liceum Ogólnokształcące im. J. Śniadeckiego, ul. Perla 11
- Piekarnia, ul. Srebrzyńska 101 – zlikwidowana